# Provinz Villa Clara
| Villa Clara        | Villa Clara    |
| ------------------ | -------------- |
| Karte              |                |
| Hauptstadt         | Santa Clara    |
| Fläche             | 8.412 km²      |
| Einwohner          | 791.216 (2012) |
| Bevölkerungsdichte | 94,1 EW/km²    |
| ISO-Code           | CU-05          |

Villa Clara ist eine Provinz in Zentral-Kuba und erstreckt sich zwischen 22°16' und 23°09' nördlicher Breite sowie 80°02' und 80°25' westlicher Länge. Ihre Hauptstadt ist Santa Clara. Die Provinz grenzt im Norden an den Atlantischen Ozean, im Osten und Süden an die Provinz Sancti Spíritus sowie im Westen an die Provinzen Matanzas und Cienfuegos. 
Die Zuckerindustrie und der geringe Tourismus sind die Haupterwerbsquellen der Provinz. Zu dessen weiteren Entwicklung wurde 1998 elf Kilometer nördlich der Provinzhauptstadt ein internationaler Flughafen eröffnet. Er bedient neben der Großstadt hauptsächlich die Resorts auf den im Norden der Provinz liegenden  Cayos Santa María, Ensenachos und Las Brujas.
Bis zur Verwaltungsreform von 1976 bildete Villa Clara zusammen mit Cienfuegos und Sancti Spíritus die Provinz „Las Villas“.
Der größte kubanische Fluss, der Río Sagua la Grande (163 km) fließt nordwärts in den Atlantik. Der Berg Pico Tuerto erreicht eine Höhe von 919 Metern.
Die Bevölkerungsdichte liegt unterhalb des kubanischen Durchschnitts, der Urbanisierungsgrad beträgt 77,8 %.
Statistisch gesehen kommen 1006 Männer auf 1000 Frauen (d. h. der Frauenanteil liegt bei 49,84 %) (Zahlen von 2012).

## Verwaltungsgliederung
Die Provinz gliedert sich in 13 Municipios, die nach dem Namen ihrer Verwaltungssitze benannt sind.
Die Provinz hat sechs Städte (in Kuba werden Siedlungen über 20.000 Einwohner als Städte, span. Ciudades bezeichnet), des Weiteren existieren 60 Siedlungen städtischen und 462 Siedlungen ländlichen Typs (Pueblos, Pobladas, Caserío bzw. Batey).
| Municipio         | Gesamtfläche mit Inseln (km²) 3 | Einwohner | Einwohner | Einwohner | Bevölkerungs- dichte (Ew./km²) 3 |
| Municipio         | Gesamtfläche mit Inseln (km²) 3 | 2002 1    | 2012 2    | 2016 3    | Bevölkerungs- dichte (Ew./km²) 3 |
| ----------------- | ------------------------------- | --------- | --------- | --------- | -------------------------------- |
| Corralillo        | 837,30                          | 27.367    | 26.843    | 26.089    | 31,2                             |
| Quemado de Güines | 332,82                          | 22.594    | 22.089    | 21.586    | 64,4                             |
| Sagua la Grande   | 961,90                          | 56.291    | 53.077    | 52.118    | 54,4                             |
| Encrucijada       | 591,55                          | 33.790    | 33.669    | 33.139    | 55,7                             |
| Camajuaní         | 585,71                          | 63.368    | 60.598    | 59.898    | 101,5                            |
| Caibarién         | 385,76                          | 37.980    | 38.485    | 40.102    | 97,3                             |
| Remedios          | 589,98                          | 46.664    | 45.621    | 44.758    | 75,9                             |
| Placetas          | 656,47                          | 71.963    | 68.922    | 68.065    | 105,5                            |
| Santa Clara       | 668,82                          | 236.343   | 240.543   | 245.470   | 362,4                            |
| Cifuentes         | 415,90                          | 33.667    | 28.425    | 27.584    | 66,3                             |
| Santo Domingo     | 878,07                          | 54.076    | 51.013    | 50.035    | 57,2                             |
| Ranchuelo         | 521,83                          | 59.404    | 54.889    | 53.775    | 103,1                            |
| Manicaragua       | 985,70                          | 73.888    | 67.042    | 65.238    | 66,7                             |
| Gesamte Provinz   | 8.411,81                        | 817.395   | 791.216   | 787.857   | 93,2                             |

Censusergebnisse:
- 1 Zensus 2002[2]
- 2 Zensus 2012[1]

Schätzungen bzw. Berechnungen am Jahresende:
- 3 2016[3]

## Städte
46,4 % der Bevölkerung lebten 2012 (Census) in den sechs Städten:
| Santa Clara | 211.925 | Sagua la Grande | 37.713 | Manicaragua | 22.266 |
| Placetas    | 39.615  | Caibarién       | 33.683 | Camajuaní   | 21.924 |